# Hirata Atsutane
Hirata Atsutane (平田 篤胤?; Akita, 6 ottobre 1776 – 2 novembre 1843) è stato uno scrittore e filosofo giapponese.

## Biografia
Nato Ōwada Atsutane (大和田 篤胤?), venne adottato nel 1800 da Hirata Tōbei, servitore presso il dominio di Bitchū-Matsuyama, dal quale ereditò il nome di famiglia. Studiò le teorie di Yamazaki Ansai (1619-1682), fu discepolo di Motoori Norinaga e seguace degli insegnamenti dello Shintoismo e del Confucianesimo. Fu inoltre in esponente di primo piano della scuola Kokugaku.
Gran conservatore, si oppose alla riapertura del Giappone dopo anni di Sakoku (1635-1854) poiché si dimostrò nel 1729 il più accanito sostenitore di un ritorno ai valori indigeni. Egli riteneva il Giappone l'unico paese sacro in quanto creato dai Kami dando così un'inclinazione xenofoba oltreché nazionalista alle sue teorie. Si favorì in questo modo la nascita di un movimento nazionalista che nel XX secolo avrebbe manifestato tratti razzisti e autoritari.
Le sue opere spaziarono dalle tematiche religiose, con grandi approfondimenti soprattutto della storia delle religioni, fino alle critiche letterarie.
Tra le opere più significative, nel campo storico-religioso si possono citare: Il Grande Giappone e L'eternità della successione imperiale. Importanti risultarono anche i saggi riguardanti le istituzioni politiche e religiose giapponesi.

## Opere
Fra i testi da lui scritti:
- Koshi-den (Interpretazione della storia antica).
- Kodō taii
- Tama no mihashira